# Whip It On
| Оценки критиков | Оценки критиков |
| Источник        | Оценка          |
| --------------- | --------------- |
| AllMusic        | [ 3 ]           |
| NME             | [ 4 ]           |
| Pitchfork Media | 5.8 / 10        |

Whip It On (рус. Взбить его) — дебютный мини-альбом группы The Raveonettes, выпущенный 6 августа 2002 года.

## Об альбоме
Альбом записывался и сводился в Дании городе Копенгаген в студиях Once Was, Sauna Recording Studio. Сведением и записью занимался лично Суне Роуз Вагнер, мастерил альбом Ян Элиассон. Над оформлением релиза работали Якоб Транберг и фотограф Сёрен Солкэр под псевдонимом «Starbird». Абсолютно все композиции представленные на пластинке написаны на трёх аккордах в тональности си-бемоль минор, в отличие от последующего полноформатного альбома Chain Gang of Love, который почти полностью написан в тональности си-бемоль мажор.

## Критика
После выхода альбом получил в целом положительные отзывы. На Metacritic, который присваивает нормируемый рейтинг от 100 рецензий основных критиков, альбом получил средний балл 70, основанный на 15 рецензиях, что соответствует «В целом благоприятный отзыв».

## Список композиций
Слова и музыка всех песен — написаны Суне Роуз Вагнером.
| №                   | Название                     | Длительность |
| ------------------- | ---------------------------- | ------------ |
| 1.                  | «Attack of the Ghost Riders» | 2:32         |
| 2.                  | «Veronica Fever»             | 2:39         |
| 3.                  | «Do You Believe Her»         | 2:08         |
| 4.                  | «Chains»                     | 2:36         |
| 5.                  | «Cops on Our Tail»           | 3:01         |
| 6.                  | «My Tornado»                 | 2:07         |
| 7.                  | «Bowels of the Beast»        | 3:15         |
| 8.                  | «Beat City»                  | 3:13         |
| Общая длительность: | Общая длительность:          | 21:31        |

## Участники записи
- Суне Роуз Вагнер — вокал, запись, сведение.
- Ян Элиассон — мастеринг.
- Якоб Транберг — дизайн.
- Сёрен «Starbird» Солкэр — фотограф.